# Saison NBA 2021-2022
Navigation
Saison 2020-2021 Saison 2022-2023
La saison NBA 2021-2022 est la 76e saison de la National Basketball Association (76e en comptant les trois saisons BAA).
Le championnat retrouve son format habituel avec un calendrier de 82 matchs de saison régulière, avec un début de saison à la mi-octobre et le début des playoffs, courant avril. L'organisation avait été chamboulée sur deux saisons consécutives en raison de la pandémie de Covid-19.
Le NBA All-Star Game 2022 s'est tenu à Cleveland au Rocket Mortgage FieldHouse. Les playoffs se sont finalisées le 16 juin 2022, à l'issue des Finales NBA, opposant les Celtics de Boston et les Warriors de Golden State, ces derniers sortent vainqueurs, pour la 4e fois en huit saisons, et Stephen Curry est élu MVP des Finales pour la première fois de sa carrière.

## Calendrier des événements de la saison
- 29 juillet 2021 : Draft 2021 de la NBA.
- 28 septembre 2021 : Ouverture des camps d'entraînement.
- 19 octobre 2021 : Début de la saison régulière.
- 18 février 2022 au 20 février 2022 : NBA All-Star Game 2022, à Cleveland.
- 16 avril 2022 : Début des Playoffs NBA 2022.
- 2 juin 2022 : Début des Finales NBA 2022.
- 16 juin 2022 : Match 6 des Finales NBA 2022, fin de saison.

## Transactions

### Changements d’entraîneur
| Avant-saison                    | Avant-saison            | Avant-saison           | Avant-saison |
| Équipe                          | Ancien entraîneur       | Nouvel entraîneur      |              |
| ------------------------------- | ----------------------- | ---------------------- | ------------ |
| Hawks d'Atlanta                 | Nate McMillan (intérim) | Nate McMillan          |              |
| Celtics de Boston               | Brad Stevens            | Ime Udoka              |              |
| Mavericks de Dallas             | Rick Carlisle           | Jason Kidd             |              |
| Pacers de l'Indiana             | Nate Bjorkgren          | Rick Carlisle          |              |
| Pelicans de La Nouvelle-Orléans | Stan Van Gundy          | Willie Green           |              |
| Magic d'Orlando                 | Steve Clifford          | Jamahl Mosley          |              |
| Trail Blazers de Portland       | Terry Stotts            | Chauncey Billups       |              |
| Wizards de Washington           | Scott Brooks            | Wes Unseld Jr.         |              |
| En cours de saison              |                         |                        |              |
| Kings de Sacramento             | Luke Walton             | Alvin Gentry (intérim) |              |

## Classements
Les champions de division ne sont pas automatiquement qualifiés pour les playoffs, seuls les six premiers de chaque conférence se qualifient pour les playoffs. Les autres places seront attribuées à travers le Play-in Tournement.

### Par division
Source : nba.com
| Division Atlantique       | V  | D  | MJ | V/D  | GB | Dom   | Ext   | Div  |
| ------------------------- | -- | -- | -- | ---- | -- | ----- | ----- | ---- |
| y - Celtics de Boston     | 51 | 31 | 82 | .622 | –  | 28–13 | 23–18 | 9–7  |
| x - 76ers de Philadelphie | 51 | 31 | 82 | .622 | –  | 24–17 | 27–14 | 6–10 |
| x - Raptors de Toronto    | 48 | 34 | 82 | .585 | 3  | 24–17 | 24–17 | 10–6 |
| x - Nets de Brooklyn      | 44 | 38 | 82 | .537 | 7  | 20–21 | 24–17 | 10–6 |
| o - Knicks de New York    | 37 | 45 | 82 | .451 | 14 | 17–24 | 20–21 | 5–11 |

| Division Centrale          | V  | D  | MJ | V/D  | GB | Dom   | Ext   | Div  |
| -------------------------- | -- | -- | -- | ---- | -- | ----- | ----- | ---- |
| y - Bucks de Milwaukee     | 51 | 31 | 82 | .622 | –  | 27–14 | 24–17 | 12–4 |
| x - Bulls de Chicago       | 46 | 36 | 82 | .561 | 5  | 27–14 | 19–22 | 10–6 |
| o - Cavaliers de Cleveland | 44 | 38 | 82 | .537 | 7  | 25–16 | 19–22 | 10–6 |
| o - Pacers de l'Indiana    | 25 | 57 | 82 | .305 | 26 | 16–25 | 9–32  | 2–14 |
| o - Pistons de Détroit     | 23 | 59 | 82 | .280 | 28 | 13–28 | 10–31 | 6-10 |

| Division Sud-Est          | V  | D  | MJ | V/D  | GB | Dom   | Ext   | Div  |
| ------------------------- | -- | -- | -- | ---- | -- | ----- | ----- | ---- |
| y - Heat de Miami         | 53 | 29 | 82 | .646 | –  | 29–12 | 24–17 | 13–3 |
| x - Hawks d'Atlanta       | 43 | 39 | 82 | .524 | 10 | 27–14 | 16–25 | 9–7  |
| o - Hornets de Charlotte  | 43 | 39 | 82 | .524 | 10 | 22–19 | 21–20 | 8–8  |
| o - Wizards de Washington | 35 | 46 | 82 | .427 | 18 | 21–20 | 14–27 | 7–9  |
| o - Magic d'Orlando       | 22 | 60 | 82 | .268 | 31 | 12–29 | 10–31 | 3–13 |

| Division Nord-Ouest           | V  | D  | MJ | V/D  | GB | Dom   | Ext   | Div  |
| ----------------------------- | -- | -- | -- | ---- | -- | ----- | ----- | ---- |
| y - Jazz de l'Utah            | 49 | 33 | 82 | .598 | –  | 29–12 | 20–21 | 15–1 |
| x - Nuggets de Denver         | 48 | 34 | 82 | .585 | 1  | 23–18 | 25–16 | 6–10 |
| x - Timberwolves du Minnesota | 45 | 37 | 82 | .561 | 3  | 26–15 | 20–21 | 12–4 |
| o - Trail Blazers de Portland | 27 | 55 | 82 | .329 | 22 | 17–24 | 10–31 | 1–15 |
| o - Thunder d'Oklahoma City   | 24 | 58 | 82 | .293 | 24 | 12–29 | 12–29 | 6–10 |

| Division Pacifique           | V  | D  | MJ | V/D  | GB | Dom   | Ext   | Div  |
| ---------------------------- | -- | -- | -- | ---- | -- | ----- | ----- | ---- |
| z - Suns de Phoenix          | 64 | 18 | 82 | .780 | –  | 32–9  | 32–9  | 10–6 |
| x - Warriors de Golden State | 53 | 29 | 82 | .646 | 11 | 31–10 | 22–19 | 12–4 |
| o - Clippers de Los Angeles  | 42 | 40 | 82 | .512 | 22 | 25–16 | 17–24 | 9–7  |
| o - Lakers de Los Angeles    | 33 | 49 | 82 | .402 | 31 | 21–20 | 12–29 | 3–13 |
| o - Kings de Sacramento      | 30 | 52 | 82 | .366 | 34 | 16–25 | 14–27 | 6–10 |

| Division Sud-Ouest           | V  | D  | MJ | V/D  | GB | Dom   | Ext   | Div  |
| ---------------------------- | -- | -- | -- | ---- | -- | ----- | ----- | ---- |
| y - Grizzlies de Memphis     | 56 | 26 | 82 | .683 | –  | 30–11 | 26–15 | 11–5 |
| x - Mavericks de Dallas      | 52 | 30 | 82 | .634 | 4  | 29–12 | 23–18 | 14–2 |
| x - Pelicans de Nlle-Orléans | 36 | 46 | 82 | .439 | 20 | 19–22 | 17–24 | 6–10 |
| o - Spurs de San Antonio     | 34 | 48 | 82 | .415 | 22 | 16–25 | 18–23 | 6–10 |
| o - Rockets de Houston       | 20 | 62 | 82 | .244 | 36 | 11–30 | 9–32  | 3–13 |

### Par conférence
Source : nba.com
| Conférence Est | Conférence Est              | Conférence Est | Conférence Est | Conférence Est | Conférence Est | Conférence Est | Conférence Est |
| No             | Franchise                   | Vic.           | Déf.           | MJ             | V/D            | GB             |                |
| -------------- | --------------------------- | -------------- | -------------- | -------------- | -------------- | -------------- | -------------- |
| 1              | c - Heat de Miami           | 53             | 29             | 82             | .646           | –              |                |
| 2              | y - Celtics de Boston       | 51             | 31             | 82             | .622           | 2              |                |
| 3              | y - Bucks de Milwaukee      | 51             | 31             | 82             | .622           | 2              |                |
| 4              | x - 76ers de Philadelphie   | 51             | 31             | 82             | .622           | 2              |                |
| 5              | x - Raptors de Toronto      | 48             | 34             | 82             | .585           | 5              |                |
| 6              | x - Bulls de Chicago        | 46             | 36             | 82             | .561           | 7              |                |
|                |                             |                |                |                |                |                |                |
| 7              | x - Nets de Brooklyn        | 44             | 38             | 82             | .537           | 9              |                |
| 8              | pi - Cavaliers de Cleveland | 44             | 38             | 82             | .537           | 9              |                |
| 9              | x - Hawks d'Atlanta         | 43             | 39             | 82             | .524           | 10             |                |
| 10             | pi - Hornets de Charlotte   | 43             | 39             | 82             | .524           | 10             |                |
|                |                             |                |                |                |                |                |                |
| 11             | o - Knicks de New York      | 37             | 45             | 82             | .451           | 16             |                |
| 12             | o - Wizards de Washington   | 35             | 47             | 82             | .427           | 18             |                |
| 13             | o - Pacers de l'Indiana     | 25             | 57             | 82             | .305           | 28             |                |
| 14             | o - Pistons de Détroit      | 23             | 59             | 82             | .280           | 30             |                |
| 15             | o - Magic d'Orlando         | 22             | 60             | 82             | .268           | 31             |                |

| Conférence Ouest | Conférence Ouest                    | Conférence Ouest | Conférence Ouest | Conférence Ouest | Conférence Ouest | Conférence Ouest | Conférence Ouest |
| No               | Franchise                           | Vic.             | Def.             | MJ               | V/D              | GB               |                  |
| ---------------- | ----------------------------------- | ---------------- | ---------------- | ---------------- | ---------------- | ---------------- | ---------------- |
| 1                | z - Suns de Phoenix                 | 64               | 18               | 82               | .780             | –                |                  |
| 2                | y - Grizzlies de Memphis            | 56               | 26               | 82               | .683             | 8                |                  |
| 3                | x - Warriors de Golden State        | 53               | 29               | 82               | .646             | 11               |                  |
| 4                | x - Mavericks de Dallas             | 52               | 30               | 82               | .634             | 12               |                  |
| 5                | y - Jazz de l'Utah                  | 49               | 33               | 82               | .598             | 15               |                  |
| 6                | x - Nuggets de Denver               | 48               | 34               | 82               | .585             | 16               |                  |
|                  |                                     |                  |                  |                  |                  |                  |                  |
| 7                | x - Timberwolves du Minnesota       | 46               | 36               | 82               | .561             | 18               |                  |
| 8                | pi - Clippers de Los Angeles        | 42               | 40               | 82               | .512             | 22               |                  |
| 9                | x - Pelicans de La Nouvelle-Orléans | 36               | 46               | 82               | .439             | 28               |                  |
| 10               | pi - Spurs de San Antonio           | 34               | 48               | 82               | .415             | 30               |                  |
|                  |                                     |                  |                  |                  |                  |                  |                  |
| 11               | o - Lakers de Los Angeles           | 33               | 49               | 82               | .402             | 31               |                  |
| 12               | o - Kings de Sacramento             | 30               | 52               | 82               | .366             | 34               |                  |
| 13               | o - Trail Blazers de Portland       | 27               | 55               | 82               | .329             | 37               |                  |
| 14               | o - Thunder d'Oklahoma City         | 24               | 58               | 82               | .293             | 40               |                  |
| 15               | o - Rockets de Houston              | 20               | 62               | 82               | .244             | 44               |                  |

Notes
- z – Leader de la ligue (avantage remporté sur le terrain à domicile pendant tous les playoffs)
- c – Leader de conférence
- y – Champion de division
- x – Qualifié pour les playoffs
- pi – Éliminé lors du play-in tournament
- o – Eliminé de la course aux playoffs
- * – Leader de division

### Play-in tournament
Pour la troisième saison consécutive, la NBA organise un Play-in tournament pour les franchises classées de la 7e à la 10e place de chaque conférence. Ce mini tournoi à élimination directe sur un match, se tient du 12 au 15 avril 2022 et détermine les dernières franchises qualifiées pour les playoffs.
- Les équipes classées à la 7e et la 8e de la saison régulière s'affrontent (match 1) : le vainqueur se qualifie à la 7e place de sa conférence. Le perdant joue par la suite le vainqueur du match entre le 9e et 10e.
- Les équipes classées à la 9e et la 10e de la saison régulière s'affrontent (match 2) : le perdant de ce match est éliminé. Le vainqueur affronte le perdant du match entre le 7e et le 8e (match 3). Le vainqueur de cette dernière confrontation, obtient l'ultime place qualificative pour les playoffs. Le perdant est éliminé.

| Play-in tournament de la Conférence Est |                          |                          |                          |  |                          |                          |                          |  |   |         |                        |                        |  |
|                                         |                          |                          |                          |  |                          |                          |                          |  |   |         |                        |                        |  |
|                                         | Match 1 pour la 7e place |                          |                          |  |                          |                          |                          |  |   |         |                        |                        |  |
|                                         | 7                        | Brooklyn                 | 115                      |  |                          |                          |                          |  |   |         | Qualifiées en playoffs | Qualifiées en playoffs |  |
| 8                                       | Cleveland                | 108                      |                          |  | Match 3 pour la 8e place | Match 3 pour la 8e place | Match 3 pour la 8e place |  |   | 7       | Brooklyn               |                        |  |
|                                         |                          |                          |                          |  | 8                        | Cleveland                | 101                      |  | 8 | Atlanta |                        |                        |  |
|                                         | Match 2 pour la 9e place | Match 2 pour la 9e place | Match 2 pour la 9e place |  | 9                        | Atlanta                  | 107                      |  |   |         |                        |                        |  |
|                                         | 9                        | Atlanta                  | 132                      |  |                          |                          |                          |  |   |         |                        |                        |  |
| 10                                      | Charlotte                | 103                      |                          |  |                          |                          |                          |  |   |         |                        |                        |  |

| Play-in tournament de la Conférence Ouest |                          |                          |                          |  |                          |                          |                          |  |   |                     |                        |                        |  |
|                                           |                          |                          |                          |  |                          |                          |                          |  |   |                     |                        |                        |  |
|                                           | Match 1 pour la 7e place |                          |                          |  |                          |                          |                          |  |   |                     |                        |                        |  |
|                                           | 7                        | Minnesota                | 109                      |  |                          |                          |                          |  |   |                     | Qualifiées en playoffs | Qualifiées en playoffs |  |
| 8                                         | LA Clippers              | 104                      |                          |  | Match 3 pour la 8e place | Match 3 pour la 8e place | Match 3 pour la 8e place |  |   | 7                   | Minnesota              |                        |  |
|                                           |                          |                          |                          |  | 8                        | LA Clippers              | 101                      |  | 8 | La Nouvelle-Orléans |                        |                        |  |
|                                           | Match 2 pour la 9e place | Match 2 pour la 9e place | Match 2 pour la 9e place |  | 9                        | La Nouvelle-Orléans      | 105                      |  |   |                     |                        |                        |  |
|                                           | 9                        | La Nouvelle-Orléans      | 113                      |  |                          |                          |                          |  |   |                     |                        |                        |  |
| 10                                        | San Antonio              | 96                       |                          |  |                          |                          |                          |  |   |                     |                        |                        |  |

## Playoffs
Les playoffs sont disputées par les six équipes les mieux classées de chaque conférence (1 à 6). Le "Play-in tournament" ci-dessus, attribue les deux dernières place qualificatives pour les Playoffs (7 et 8).
|  | 1er tour         | 1er tour                        | 1er tour                 |   |                          | Demi-finales de Conférence | Demi-finales de Conférence | Demi-finales de Conférence |  |   | Finales de Conférence | Finales de Conférence | Finales de Conférence |  |   | Finale NBA        | Finale NBA | Finale NBA |
|  |                  |                                 |                          |   |                          |                            |                            |                            |  |   |                       |                       |                       |  |   |                   |            |            |
|  | 1                | Heat de Miami                   | 4                        |   |                          |                            |                            |                            |  |   |                       |                       |                       |  |   |                   |            |            |
|  | 8                | Hawks d'Atlanta                 | 1                        |   |                          |                            |                            |                            |  |   |                       |                       |                       |  |   |                   |            |            |
|  | 8                | Hawks d'Atlanta                 | 1                        |   | 1                        | Heat de Miami              | 4                          |                            |  |   |                       |                       |                       |  |   |                   |            |            |
|  |                  |                                 |                          |   | 1                        | Heat de Miami              | 4                          |                            |  |   |                       |                       |                       |  |   |                   |            |            |
|  |                  | 4                               | 76ers de Philadelphie    | 2 |                          |                            |                            |                            |  |   |                       |                       |                       |  |   |                   |            |            |
|  | 4                | 4                               | 76ers de Philadelphie    | 2 | 76ers de Philadelphie    | 4                          |                            |                            |  |   |                       |                       |                       |  |   |                   |            |            |
|  | 4                |                                 |                          |   | 76ers de Philadelphie    | 4                          |                            |                            |  |   |                       |                       |                       |  |   |                   |            |            |
|  | 5                | Raptors de Toronto              | 2                        |   |                          |                            |                            |                            |  |   |                       |                       |                       |  |   |                   |            |            |
|  | 5                | Raptors de Toronto              | 2                        |   |                          |                            |                            |                            |  | 1 | Heat de Miami         | 3                     |                       |  |   |                   |            |            |
|  | Conférence Est   |                                 |                          |   |                          |                            |                            |                            |  | 1 | Heat de Miami         | 3                     |                       |  |   |                   |            |            |
|  |                  | 2                               | Celtics de Boston        | 4 |                          |                            |                            |                            |  |   |                       |                       |                       |  |   |                   |            |            |
|  | 3                | 2                               | Celtics de Boston        | 4 | Bucks de Milwaukee       | 4                          |                            |                            |  |   |                       |                       |                       |  |   |                   |            |            |
|  | 3                |                                 |                          |   | Bucks de Milwaukee       | 4                          |                            |                            |  |   |                       |                       |                       |  |   |                   |            |            |
|  | 6                | Bulls de Chicago                | 1                        |   |                          |                            |                            |                            |  |   |                       |                       |                       |  |   |                   |            |            |
|  | 6                | Bulls de Chicago                | 1                        |   | 3                        | Bucks de Milwaukee         | 3                          |                            |  |   |                       |                       |                       |  |   |                   |            |            |
|  |                  |                                 |                          |   | 3                        | Bucks de Milwaukee         | 3                          |                            |  |   |                       |                       |                       |  |   |                   |            |            |
|  |                  | 2                               | Celtics de Boston        | 4 |                          |                            |                            |                            |  |   |                       |                       |                       |  |   |                   |            |            |
|  | 2                | 2                               | Celtics de Boston        | 4 | Celtics de Boston        | 4                          |                            |                            |  |   |                       |                       |                       |  |   |                   |            |            |
|  | 2                |                                 |                          |   | Celtics de Boston        | 4                          |                            |                            |  |   |                       |                       |                       |  |   |                   |            |            |
|  | 7                | Nets de Brooklyn                | 0                        |   |                          |                            |                            |                            |  |   |                       |                       |                       |  |   |                   |            |            |
|  | 7                | Nets de Brooklyn                | 0                        |   |                          |                            |                            |                            |  |   |                       |                       |                       |  | 2 | Celtics de Boston | 2          |            |
|  |                  |                                 |                          |   |                          |                            |                            |                            |  |   |                       |                       |                       |  | 2 | Celtics de Boston | 2          |            |
|  |                  | 3                               | Warriors de Golden State | 4 |                          |                            |                            |                            |  |   |                       |                       |                       |  |   |                   |            |            |
|  | 1                | 3                               | Warriors de Golden State | 4 | Suns de Phoenix          | 4                          |                            |                            |  |   |                       |                       |                       |  |   |                   |            |            |
|  | 1                |                                 |                          |   | Suns de Phoenix          | 4                          |                            |                            |  |   |                       |                       |                       |  |   |                   |            |            |
|  | 8                | Pelicans de La Nouvelle-Orléans | 2                        |   |                          |                            |                            |                            |  |   |                       |                       |                       |  |   |                   |            |            |
|  | 8                | Pelicans de La Nouvelle-Orléans | 2                        |   | 1                        | Suns de Phoenix            | 3                          |                            |  |   |                       |                       |                       |  |   |                   |            |            |
|  |                  |                                 |                          |   | 1                        | Suns de Phoenix            | 3                          |                            |  |   |                       |                       |                       |  |   |                   |            |            |
|  |                  | 4                               | Mavericks de Dallas      | 4 |                          |                            |                            |                            |  |   |                       |                       |                       |  |   |                   |            |            |
|  | 4                | 4                               | Mavericks de Dallas      | 4 | Mavericks de Dallas      | 4                          |                            |                            |  |   |                       |                       |                       |  |   |                   |            |            |
|  | 4                |                                 |                          |   | Mavericks de Dallas      | 4                          |                            |                            |  |   |                       |                       |                       |  |   |                   |            |            |
|  | 5                | Jazz de l'Utah                  | 2                        |   |                          |                            |                            |                            |  |   |                       |                       |                       |  |   |                   |            |            |
|  | 5                | Jazz de l'Utah                  | 2                        |   |                          |                            |                            |                            |  | 4 | Mavericks de Dallas   | 1                     |                       |  |   |                   |            |            |
|  | Conférence Ouest |                                 |                          |   |                          |                            |                            |                            |  | 4 | Mavericks de Dallas   | 1                     |                       |  |   |                   |            |            |
|  |                  | 3                               | Warriors de Golden State | 4 |                          |                            |                            |                            |  |   |                       |                       |                       |  |   |                   |            |            |
|  | 3                | 3                               | Warriors de Golden State | 4 | Warriors de Golden State | 4                          |                            |                            |  |   |                       |                       |                       |  |   |                   |            |            |
|  | 3                |                                 |                          |   | Warriors de Golden State | 4                          |                            |                            |  |   |                       |                       |                       |  |   |                   |            |            |
|  | 6                | Nuggets de Denver               | 1                        |   |                          |                            |                            |                            |  |   |                       |                       |                       |  |   |                   |            |            |
|  | 6                | Nuggets de Denver               | 1                        |   | 3                        | Warriors de Golden State   | 4                          |                            |  |   |                       |                       |                       |  |   |                   |            |            |
|  |                  |                                 |                          |   | 3                        | Warriors de Golden State   | 4                          |                            |  |   |                       |                       |                       |  |   |                   |            |            |
|  |                  | 2                               | Grizzlies de Memphis     | 2 |                          |                            |                            |                            |  |   |                       |                       |                       |  |   |                   |            |            |
|  | 2                | 2                               | Grizzlies de Memphis     | 2 | Grizzlies de Memphis     | 4                          |                            |                            |  |   |                       |                       |                       |  |   |                   |            |            |
|  | 2                |                                 |                          |   | Grizzlies de Memphis     | 4                          |                            |                            |  |   |                       |                       |                       |  |   |                   |            |            |
|  | 7                | Timberwolves du Minnesota       | 2                        |   |                          |                            |                            |                            |  |   |                       |                       |                       |  |   |                   |            |            |

## Statistiques

### Meilleurs joueurs par statistiques
Pour pouvoir être classé et prétendre au titre de meilleur de la ligue dans une catégorie de statistique, le joueur doit répondre à un minimum de critères édictés dans le Rate Statistic Requirements.
Source : https://stats.nba.com/players/
- Statistiques à l'issue de la saison régulière.

| Catégorie                      | Joueur            | Équipe                   | Statistique |
| ------------------------------ | ----------------- | ------------------------ | ----------- |
| Points par match               | Joel Embiid       | 76ers de Philadelphie    | 30,6        |
| Rebonds par match              | Rudy Gobert       | Jazz de l'Utah           | 14,7        |
| Passes par match               | Chris Paul        | Suns de Phoenix          | 10,8        |
| Interceptions par match        | Dejounte Murray   | Spurs de San Antonio     | 2,0         |
| Contres par match              | Jaren Jackson Jr. | Grizzlies de Memphis     | 2,3         |
| Ballons perdus par match       | Luka Dončić       | Mavericks de Dallas      | 4,5         |
| Minutes jouées par match       | Pascal Siakam     | Raptors de Toronto       | 37,9        |
| Pourcentage de réussite        | Rudy Gobert       | Jazz de l'Utah           | 71,3 %      |
| Pourcentage à 3 points         | Luke Kennard      | Clippers de Los Angeles  | 44,9 %      |
| Pourcentage aux lancers francs | Jordan Poole      | Warriors de Golden State | 92,5 %      |
| Double-doubles                 | Nikola Jokić      | Nuggets de Denver        | 66          |
| Triple-doubles                 | Nikola Jokić      | Nuggets de Denver        | 19          |

- Statistiques à l'issue des playoffs.

| Catégorie                      | Joueur                            | Équipe                                  | Statistique |
| ------------------------------ | --------------------------------- | --------------------------------------- | ----------- |
| Points par match               | Giánnis Antetokoúnmpo Luka Dončić | Bucks de Milwaukee Mavericks de Dallas  | 31,7        |
| Rebonds par match              | Jonas Valančiūnas                 | Pelicans de La Nouvelle-Orléans         | 14,3        |
| Passes par match               | Ja Morant                         | Grizzlies de Memphis                    | 9,8         |
| Interceptions par match        | Jimmy Butler                      | Heat de Miami                           | 2,1         |
| Contres par match              | Jaren Jackson Jr.                 | Grizzlies de Memphis                    | 2,5         |
| Ballons perdus par match       | Trae Young                        | Hawks d'Atlanta                         | 6,2         |
| Minutes jouées par match       | Kevin Durant                      | Nets de Brooklyn                        | 44,0        |
| Pourcentage de réussite        | Nicolas Claxton                   | Nets de Brooklyn                        | 79,2%       |
| Pourcentage à 3 points         | Kevin Knox                        | Hawks d'Atlanta                         | 60,0%       |
| Pourcentage aux lancers francs | Danilo Gallinari                  | Hawks d'Atlanta                         | 100%        |
| Double-doubles                 | Luka Dončić                       | Mavericks de Dallas                     | 10          |
| Triple-doubles                 | Giánnis Antetokoúnmpo Ja Morant   | Bucks de Milwaukee Grizzlies de Memphis | 1           |

### Statistiques d'équipe
Source : https://stats.nba.com/teams/
- Statistiques à l'issue de la saison régulière.

| Catégorie                        | Équipe                    | Statistique |
| -------------------------------- | ------------------------- | ----------- |
| Points par match                 | Timberwolves du Minnesota | 115,9       |
| Rebonds par match                | Grizzlies de Memphis      | 49,2        |
| Passes par match                 | Hornets de Charlotte      | 28,1        |
| Interceptions par match          | Grizzlies de Memphis      | 9,8         |
| Contres par match                | Grizzlies de Memphis      | 6,5         |
| Pertes de balles par match (min) | Hawks d'Atlanta           | 11,9        |
| Pertes de balles par match (max) | Rockets de Houston        | 16,5        |
| Pourcentage de réussite          | Suns de Phoenix           | 48,5 %      |
| Pourcentage à 3 points           | Heat de Miami             | 37,9 %      |
| Pourcentage aux lancers francs   | 76ers de Philadelphie     | 82,1 %      |
| Différentiel de points (+)       | Suns de Phoenix           | + 7,5       |
| Différentiel de points (-)       | Trail Blazers de Portland | - 8,9       |

- Statistiques à l'issue des playoffs.

| Catégorie                        | Équipe                    | Statistique |
| -------------------------------- | ------------------------- | ----------- |
| Points par match                 | Grizzlies de Memphis      | 112,5       |
| Rebonds par match                | Bucks de Milwaukee        | 50,4        |
| Passes par match                 | Warriors de Golden State  | 27,0        |
| Interceptions par match          | Grizzlies de Memphis      | 9,2         |
| Contres par match                | Timberwolves du Minnesota | 7,8         |
| Pertes de balles par match (min) | Raptors de Toronto        | 10,0        |
| Pertes de balles par match (max) | Timberwolves du Minnesota | 17,7        |
| Pourcentage de réussite          | Nets de Brooklyn          | 50,3 %      |
| Pourcentage à 3 points           | Nets de Brooklyn          | 42,2 %      |
| Pourcentage aux lancers francs   | 76ers de Philadelphie     | 84,9 %      |
| Différentiel de points (+)       | Warriors de Golden State  | + 5,0       |
| Différentiel de points (-)       | Bulls de Chicago          | - 14,6      |

### Records individuels
Source : https://stats.nba.com/players/boxscores-traditional/
- Statistiques à l'issue de la saison régulière.

| Saison régulière            | Saison régulière                                | Saison régulière                                                 | Saison régulière                    | Saison régulière                            |
| --------------------------- | ----------------------------------------------- | ---------------------------------------------------------------- | ----------------------------------- | ------------------------------------------- |
| Catégorie                   | Joueur                                          | Équipe                                                           | Statistique                         | Date                                        |
| Minutes                     | Pascal Siakam                                   | Raptors de Toronto                                               | 57                                  | 29 janvier 2022                             |
| Points                      | Karl-Anthony Towns Kyrie Irving                 | Timberwolves du Minnesota Nets de Brooklyn                       | 60                                  | 15 mars 2022 16 mars 2022                   |
| Rebonds                     | Andre Drummond Domantas Sabonis                 | 76ers de Philadelphie Pacers de l'Indiana                        | 25                                  | 8 novembre 2021 29 novembre 2021            |
| Rebonds défensifs           | Domantas Sabonis                                | Pacers de l'Indiana                                              | 21                                  | 29 novembre 2021                            |
| Rebonds offensifs           | Kevon Looney                                    | Warriors de Golden State                                         | 12                                  | 10 novembre 2021                            |
| Passes décisives            | Chris Paul Darius Garland                       | Suns de Phoenix Cavaliers de Cleveland                           | 19                                  | 30 janvier 2022 10 février 2022 4 mars 2022 |
| Interceptions               | Paul George                                     | Clippers de Los Angeles                                          | 8                                   | 25 octobre 2021                             |
| Contres                     | Daniel Gafford Mitchell Robinson                | Wizards de Washington Knicks de New York                         | 8                                   | 26 novembre 2021 2 février 2022             |
| Balles perdues              | Russell Westbrook                               | Lakers de Los Angeles                                            | 10                                  | 27 octobre 2021                             |
| Tirs marqués                | Ja Morant                                       | Grizzlies de Memphis                                             | 22 (sur 30)                         | 28 février 2022                             |
| Tirs tentés                 | Kevin Durant                                    | Nets de Brooklyn                                                 | 37                                  | 12 mars 2022                                |
| Tirs à trois points marqués | Bojan Bogdanović Malik Beasley Robert Covington | Jazz de l'Utah Timberwolves du Minnesota Clippers de Los Angeles | 11 (sur 18) 11 (sur 17) 11 (sur 18) | 6 mars 2022 9 mars 2022 1er avril 2022      |
| Tirs à trois points tentés  | Stephen Curry                                   | Warriors de Golden State                                         | 20                                  | 28 octobre 2021                             |
| Lancers francs marqués      | Joel Embiid                                     | 76ers de Philadelphie                                            | 23 (sur 27)                         | 26 février 2022                             |
| Lancers francs tentés       | Joel Embiid                                     | 76ers de Philadelphie                                            | 27                                  | 26 février 2022                             |

- Statistiques à l'issue des playoffs.

| Playoffs                    | Playoffs                                                                   | Playoffs                                                                                            | Playoffs                                              | Playoffs                                                                     |
| --------------------------- | -------------------------------------------------------------------------- | --------------------------------------------------------------------------------------------------- | ----------------------------------------------------- | ---------------------------------------------------------------------------- |
| Catégorie                   | Joueur                                                                     | Équipe                                                                                              | Statistique                                           | Date                                                                         |
| Minutes                     | Pascal Siakam Jimmy Butler                                                 | Raptors de Toronto Heat de Miami                                                                    | 48                                                    | 20 avril 2022 29 mai 2022                                                    |
| Points                      | Ja Morant Jimmy Butler                                                     | Grizzlies de Memphis Heat de Miami                                                                  | 47                                                    | 3 mai 2022 27 mai 2022                                                       |
| Rebonds                     | Jonas Valančiūnas                                                          | Pelicans de La Nouvelle-Orléans                                                                     | 25                                                    | 17 avril 2022                                                                |
| Rebonds défensifs           | Giánnis Antetokoúnmpo                                                      | Bucks de Milwaukee                                                                                  | 17                                                    | 13 mai 2022 15 mai 2022                                                      |
| Rebonds offensifs           | Jonas Valančiūnas                                                          | Pelicans de La Nouvelle-Orléans                                                                     | 13                                                    | 17 avril 2022                                                                |
| Passes décisives            | Ja Morant James Harden                                                     | Grizzlies de Memphis 76ers de Philadelphie                                                          | 15                                                    | 23 avril 2022 28 avril 2022                                                  |
| Interceptions               | Javonte Green                                                              | Bulls de Chicago                                                                                    | 7                                                     | 27 avril 2022                                                                |
| Contres                     | Jaren Jackson Jr.                                                          | Grizzlies de Memphis                                                                                | 7                                                     | 16 avril 2022                                                                |
| Balles perdues              | Trae Young                                                                 | Hawks d'Atlanta                                                                                     | 10                                                    | 19 avril 2022                                                                |
| Tirs marqués                | Jayson Tatum                                                               | Celtics de Boston                                                                                   | 17 (sur 32)                                           | 13 mai 2022                                                                  |
| Tirs tentés                 | Giánnis Antetokoúnmpo Jayson Tatum                                         | Bucks de Milwaukee Celtics de Boston                                                                | 32                                                    | 9 mai 2021 13 mai 2022                                                       |
| Tirs à trois points marqués | Duncan Robinson Maxi Kleber Desmond Bane Dorian Finney-Smith Klay Thompson | Heat de Miami Mavericks de Dallas Grizzlies de Memphis Mavericks de Dallas Warriors de Golden State | 8 (sur 9) 8 (sur 11) 8 (sur 12) 8 (sur 14) 8 (sur 16) | 17 avril 2022 18 avril 2022 23 avril 2022 5 mai 2022 13 mai 2022 26 mai 2022 |
| Tirs à trois points tentés  | Grant Williams                                                             | Celtics de Boston                                                                                   | 18                                                    | 15 mai 2022                                                                  |
| Lancers francs marqués      | Kevin Durant                                                               | Nets de Brooklyn                                                                                    | 18 (sur 20)                                           | 20 avril 2022                                                                |
| Lancers francs tentés       | Ja Morant Kevin Durant                                                     | Grizzlies de Memphis Nets de Brooklyn                                                               | 20                                                    | 16 avril 2022 20 avril 2022                                                  |

## Récompenses

### Trophées annuels
| \| Récompenses \| Vainqueur \| Finalistes \| \| -------------------------------- \| -------------------------------------- \| ------------------------------------------------------------------------------ \| \| NBA Most Valuable Player \| Nikola Jokić (Nuggets de Denver)[3] \| Giánnis Antetokoúnmpo (Bucks de Milwaukee) Joel Embiid (76ers de Philadelphie) \| \| NBA Defensive Player of the Year \| Marcus Smart (Celtics de Boston)[4] \| Mikal Bridges (Suns de Phoenix) Rudy Gobert (Jazz de l'Utah) \| \| NBA Rookie of the Year \| Scottie Barnes (Raptors de Toronto)[5] \| Cade Cunningham (Pistons de Détroit) Evan Mobley (Cavaliers de Cleveland) \| \| NBA Sixth Man of the Year \| Tyler Herro (Heat de Miami)[6] \| Cameron Johnson (Suns de Phoenix) Kevin Love (Cavaliers de Cleveland) \| \| Most Improved Player \| Ja Morant (Grizzlies de Memphis)[7] \| Darius Garland (Cavaliers de Cleveland) Dejounte Murray (Spurs de San Antonio) \| \| Coach of the Year \| Monty Williams (Suns de Phoenix)[8] \| Taylor Jenkins (Grizzlies de Memphis) Erik Spoelstra (Heat de Miami) \| - MVP de la finale de la conférence Ouest : Stephen Curry (Warriors de Golden State) - MVP de la finale de la conférence Est : Jayson Tatum (Celtics de Boston) - MVP des Finales NBA : Stephen Curry (Warriors de Golden State) - Executive of the Year : Zach Kleiman (Grizzlies de Memphis) - NBA Sportsmanship Award : Patty Mills (Nets de Brooklyn) - Twyman-Stokes Teammate of the Year Award : Jrue Holiday (Bucks de Milwaukee) - Kareem Abdul-Jabbar Social Justice Champion Award : Reggie Bullock (Mavericks de Dallas) - NBA Community Assist Award : Gary Payton II (Warriors de Golden State) |                                     |                                                                                |
| Récompenses | Vainqueur                           | Finalistes                                                                     |
| NBA Most Valuable Player | Nikola Jokić (Nuggets de Denver)    | Giánnis Antetokoúnmpo (Bucks de Milwaukee) Joel Embiid (76ers de Philadelphie) |
| NBA Defensive Player of the Year | Marcus Smart (Celtics de Boston)    | Mikal Bridges (Suns de Phoenix) Rudy Gobert (Jazz de l'Utah)                   |
| NBA Rookie of the Year | Scottie Barnes (Raptors de Toronto) | Cade Cunningham (Pistons de Détroit) Evan Mobley (Cavaliers de Cleveland)      |
| NBA Sixth Man of the Year | Tyler Herro (Heat de Miami)         | Cameron Johnson (Suns de Phoenix) Kevin Love (Cavaliers de Cleveland)          |
| Most Improved Player | Ja Morant (Grizzlies de Memphis)    | Darius Garland (Cavaliers de Cleveland) Dejounte Murray (Spurs de San Antonio) |
| Coach of the Year | Monty Williams (Suns de Phoenix)    | Taylor Jenkins (Grizzlies de Memphis) Erik Spoelstra (Heat de Miami)           |

| - All-NBA First Team : - Devin Booker (Suns de Phoenix) - Luka Dončić (Mavericks de Dallas) - Giánnis Antetokoúnmpo (Bucks de Milwaukee) - Jayson Tatum (Celtics de Boston) - Nikola Jokić (Nuggets de Denver) | - All-NBA Second Team : - Stephen Curry (Warriors de Golden State) - Ja Morant (Grizzlies de Memphis) - DeMar DeRozan (Bulls de Chicago) - Kevin Durant (Nets de Brooklyn) - Joel Embiid (76ers de Philadelphie) | - All-NBA Third Team : - Chris Paul (Suns de Phoenix) - Trae Young (Hawks d'Atlanta) - LeBron James (Lakers de Los Angeles) - Pascal Siakam (Raptors de Toronto) - Karl-Anthony Towns (Timberwolves du Minnesota) |

| - NBA All-Defensive First Team : - Marcus Smart (Celtics de Boston) - Mikal Bridges (Suns de Phoenix) - Giánnis Antetokoúnmpo (Bucks de Milwaukee) - Jaren Jackson Jr. (Grizzlies de Memphis) - Rudy Gobert (Jazz de l'Utah) | - NBA All-Defensive Second Team : - Jrue Holiday (Bucks de Milwaukee) - Matisse Thybulle (76ers de Philadelphie) - Bam Adebayo (Heat de Miami) - Draymond Green (Warriors de Golden State) - Robert Williams III (Celtics de Boston) |

| - NBA All-Rookie First Team : - Cade Cunningham (Pistons de Détroit) - Jalen Green (Rockets de Houston) - Franz Wagner (Magic d'Orlando) - Scottie Barnes (Raptors de Toronto) - Evan Mobley (Cavaliers de Cleveland) | - NBA All-Rookie Second Team : - Ayo Dosunmu (Bulls de Chicago) - Bones Hyland (Nuggets de Denver) - Josh Giddey (Thunder d'Oklahoma City) - Chris Duarte (Pacers de l'Indiana) - Herbert Jones (Pelicans de La Nouvelle-Orléans) |

### Joueurs de la semaine
| Semaine                   | Conférence Est                                   | Conférence Ouest                                        |
| ------------------------- | ------------------------------------------------ | ------------------------------------------------------- |
| 19 octobre - 24 octobre   | Miles Bridges (Hornets de Charlotte) (1/1)       | Stephen Curry (Warriors de Golden State) (1/2)          |
| 25 octobre - 31 octobre   | Jimmy Butler (Heat de Miami) (1/1)               | Rudy Gobert (Jazz de l'Utah) (1/1)                      |
| 1er novembre - 7 novembre | Jarrett Allen (Cavaliers de Cleveland) (1/1)     | Paul George (Clippers de Los Angeles) (1/1)             |
| 8 novembre - 14 novembre  | Kevin Durant (Nets de Brooklyn) (1/2)            | Stephen Curry (Warriors de Golden State) (2/2)          |
| 15 novembre - 21 novembre | Giánnis Antetokoúnmpo (Bucks de Milwaukee) (1/1) | Damian Lillard (Trail Blazers de Portland) (1/1)        |
| 22 novembre - 28 novembre | Trae Young (Hawks d'Atlanta) (1/3)               | Devin Booker (Suns de Phoenix) (1/3)                    |
| 29 novembre - 5 décembre  | DeMar DeRozan (Bulls de Chicago) (1/3)           | Donovan Mitchell (Jazz de l'Utah) (1/1)                 |
| 6 décembre - 12 décembre  | Domantas Sabonis (Pacers de l'Indiana) (1/1)     | LeBron James (Lakers de Los Angeles) (1/1)              |
| 13 décembre - 19 décembre | Jayson Tatum (Celtics de Boston) (1/4)           | Karl-Anthony Towns (Timberwolves du Minnesota) (1/3)    |
| 20 décembre - 26 décembre | Kemba Walker (Knicks de New York) (1/1)          | Shai Gilgeous-Alexander (Thunder d'Oklahoma City) (1/1) |
| 27 décembre - 2 janvier   | DeMar DeRozan (Bulls de Chicago) (2/3)           | Ja Morant (Grizzlies de Memphis) (1/2)                  |
| 3 janvier - 9 janvier     | Fred VanVleet (Raptors de Toronto) (1/1)         | Ja Morant (Grizzlies de Memphis) (2/2)                  |
| 10 janvier - 16 janvier   | Darius Garland (Cavaliers de Cleveland) (1/1)    | Devin Booker (Suns de Phoenix) (2/3)                    |
| 17 janvier - 23 janvier   | Trae Young (Hawks d'Atlanta) (2/3)               | Nikola Jokić (Nuggets de Denver) (1/2)                  |
| 24 janvier - 30 janvier   | Joel Embiid (76ers de Philadelphie) (1/2)        | Chris Paul (Suns de Phoenix) (1/1)                      |
| 31 janvier - 6 février    | Pascal Siakam (Raptors de Toronto) (1/1)         | Brandon Ingram (Pelicans de La Nouvelle-Orléans) (1/1)  |
| 7 février - 13 février    | DeMar DeRozan (Bulls de Chicago) (3/3)           | Luka Dončić (Mavericks de Dallas) (1/3)                 |
| 28 février - 6 mars       | Jayson Tatum (Celtics de Boston) (2/4)           | Karl-Anthony Towns (Timberwolves du Minnesota) (2/3)    |
| 7 mars - 13 mars          | Kevin Durant (Nets de Brooklyn) (2/2)            | Luka Dončić (Mavericks de Dallas) (2/3)                 |
| 14 mars - 20 mars         | Jayson Tatum (Celtics de Boston) (3/4)           | Karl-Anthony Towns (Timberwolves du Minnesota) (3/3)    |
| 21 mars - 27 mars         | Jayson Tatum (Celtics de Boston) (4/4)           | Devin Booker (Suns de Phoenix) (3/3)                    |
| 28 mars - 3 avril         | Trae Young (Hawks d'Atlanta) (3/3)               | Nikola Jokić (Nuggets de Denver) (2/2)                  |
| 4 avril - 10 avril        | Joel Embiid (76ers de Philadelphie) (2/2)        | Luka Dončić (Mavericks de Dallas) (3/3)                 |

### Joueurs du mois
| Mois               | Conférence Est                                   | Conférence Ouest                               |
| ------------------ | ------------------------------------------------ | ---------------------------------------------- |
| Octobre / Novembre | Kevin Durant (Nets de Brooklyn) (1/1)            | Stephen Curry (Warriors de Golden State) (1/1) |
| Décembre           | Joel Embiid (76ers de Philadelphie) (1/2)        | Donovan Mitchell (Jazz de l'Utah) (1/1)        |
| Janvier            | Joel Embiid (76ers de Philadelphie) (2/2)        | Nikola Jokić (Nuggets de Denver) (1/2)         |
| Février            | DeMar DeRozan (Bulls de Chicago) (1/1)           | Luka Dončić (Mavericks de Dallas) (1/1)        |
| Mars / Avril       | Giánnis Antetokoúnmpo (Bucks de Milwaukee) (1/1) | Nikola Jokić (Nuggets de Denver) (2/2)         |

### Rookies du mois
| Mois               | Conférence Est                             | Conférence Ouest                            |
| ------------------ | ------------------------------------------ | ------------------------------------------- |
| Octobre / Novembre | Evan Mobley (Cavaliers de Cleveland) (1/1) | Josh Giddey (Thunder d'Oklahoma City) (1/4) |
| Décembre           | Franz Wagner (Magic d'Orlando) (1/1)       | Josh Giddey (Thunder d'Oklahoma City) (2/4) |
| Janvier            | Cade Cunningham (Pistons de Détroit) (1/1) | Josh Giddey (Thunder d'Oklahoma City) (3/4) |
| Février            | Scottie Barnes (Raptors de Toronto) (1/2)  | Josh Giddey (Thunder d'Oklahoma City) (4/4) |
| Mars / Avril       | Scottie Barnes (Raptors de Toronto) (2/2)  | Jalen Green (Rockets de Houston) (1/1)      |

### Entraîneurs du mois
| Mois               | Conférence Est                                   | Conférence Ouest                            |
| ------------------ | ------------------------------------------------ | ------------------------------------------- |
| Octobre / Novembre | Billy Donovan (Bulls de Chicago) (1/1)           | Monty Williams (Suns de Phoenix) (1/2)      |
| Décembre           | Erik Spoelstra (Heat de Miami) (1/1)             | Taylor Jenkins (Grizzlies de Memphis) (1/1) |
| Janvier            | J. B. Bickerstaff (Cavaliers de Cleveland) (1/1) | Monty Williams (Suns de Phoenix) (2/2)      |
| Février            | Ime Udoka (Celtics de Boston) (1/2)              | Quin Snyder (Jazz de l'Utah) (1/1)          |
| Mars / Avril       | Ime Udoka (Celtics de Boston) (2/2)              | Jason Kidd (Mavericks de Dallas) (1/1)      |

## Salles
- Le 4 juin 2021, la salle du Heat de Miami anciennement connue sous le nom d'American Airlines Arena, a été renommée FTX Arena[54].
- Le 16 juin 2021, la salle des Suns de Phoenix anciennement connue sous le nom de Phoenix Suns Arena, a été renommée Footprint Center[55].
- Le 27 juin 2021, la salle du Thunder d'Oklahoma City anciennement connue sous le nom de Chesapeake Energy Arena, a été renommée Paycom Center[56].
- Après une saison à Tampa, en Floride, le gouvernement du Canada a autorisé le 10 septembre 2021 les Raptors de Toronto à retourner à la Scotiabank Arena de Toronto au début de la saison. Les Raptors ont été contraints de jouer leurs matchs à domicile à l'Amalie Arena en raison de la fermeture de la frontière canado-américaine[57].
- Le 27 septembre 2021, la salle des Pacers de l'Indiana anciennement connue sous le nom de Bankers Life Fieldhouse, a été renommée Gainbridge Fieldhouse[58].

## Événements notables
- Ce sera la première saison pour Wilson en tant que fabricant et fournisseur officiel de ballons de la NBA, remplaçant Spalding. Le partenariat initial de Wilson avec la ligue a commencé en 1946 sous le prédécesseur de la NBA, la Basketball Association of America (BAA) jusqu'à ce qu'il se termine après 37 saisons en 1983. Depuis cette date, Spalding était le fabricant et fournisseur officiel de ballons de la NBA.
- Le 22 octobre 2021, Chris Paul est devenu le premier joueur de l'histoire à atteindre 20 000 points et 10 000 passes décisives en carrière[59].
- Le 24 octobre 2021, Carmelo Anthony dépasse Moses Malone à la 9e place au classement des meilleurs marqueurs de l'histoire de la NBA[60].
- Le 2 novembre 2021, Chris Paul dépasse Steve Nash à la 3e place au classement des meilleurs passeurs de l'histoire de la NBA[61].
- Le 6 novembre 2021, Doc Rivers devient le 10e entraîneur de l'histoire de la NBA à remporter 1 000 matchs[62].
- Le 2 décembre 2021, les Grizzlies de Memphis battent le Thunder d'Oklahoma City sur le score de 152-79, soit un total de 73 points d'écart, ce qui est la victoire avec la plus grande différence de points dans l'histoire de la ligue[63].
- Le 14 décembre 2021, Stephen Curry est devenu le leader, devant Ray Allen, pour le nombre de trois points inscrits en carrière NBA[64].
- Le 27 décembre 2021, Stephen Curry devient le premier joueur à atteindre un total de 3 000 tirs à trois points inscrits en carrière[65]. Sur cette même journée, Greg Monroe est le 541e joueur à prendre part à un match NBA cette saison, établissant un record historique[66]. Josh Giddey est également le second joueur de l'histoire, après Norm Van Lier, à réaliser un double-double, sans inscrire le moindre point[67].
- Le 28 décembre 2021, LeBron James est le 3e joueur de l'histoire à atteindre la barre des 36 000 points en carrière, et le plus jeune[68].
- Le 2 janvier 2022, Josh Giddey réalise son premier triple-double, devenant ainsi le plus jeune joueur à réaliser cette performance, depuis LaMelo Ball[69].
- Le 9 janvier 2022, Klay Thompson joue son premier match, depuis sa blessure lors du match 6 des Finales NBA 2019, face aux Raptors de Toronto, portant son absence à plus de 30 mois, soit 941 jours[70].
- Le 20 janvier 2022, LeBron James devient le 5e joueur de l'histoire de la ligue à atteindre les 30 000 points et 10 000 rebonds en carrière. Il est également le premier joueur avec 30 000 points, 10 000 rebonds et 9 000 passes décisives en carrière[71].
- Le 29 janvier 2022, les Raptors de Toronto sont la première équipe à avoir 5 joueurs ayant joué 50 minutes, ou plus, au cours d'un match[72].
- Le 4 février 2022, Gregg Popovich devient le premier entraîneur à remporter 1 500 matchs, saison régulière et playoffs confondus[73].
- Le 5 février 2022, Luka Dončić dépasse Fat Lever à la 10e place du plus grand nombre de triple-doubles en carrière, avec un total de 44 triple-doubles[74].
- Le 12 février 2022, LeBron James devient le joueur ayant inscrit le plus de points, saison régulière et playoffs confondus, dans l'histoire de la ligue[75].
- Le 16 février 2022, DeMar DeRozan enregistre son 7e match consécutif à 35 points inscrits, tout en tirant à au moins 50% durant le match, battant le record de Wilt Chamberlain[76].
- Le 16 février 2022, Lou Williams dépasse Dell Curry pour devenir le joueur ayant disputé le plus grand nombre de match, en sortant du banc, avec 985 matchs[77].
- Le 6 mars 2022, Kevin Durant devient le 23e joueur à atteindre les 25 000 points en carrière[78].
- Le 11 mars 2022, Gregg Popovich remporte le 1 336e match de sa carrière en tant qu'entraîneur, dépassant Don Nelson pour devenir l'entraîneur le plus victorieux de l'histoire de la NBA[79].
- Le 13 mars 2022, LeBron James enregistre sa 10 000e passe décisive en carrière, devenant ainsi le premier joueur de l'histoire à enregistrer 30 000 points, 10 000 rebonds et 10 000 passes décisives en carrière[80].
- Le 14 mars 2022, Karl-Anthony Towns inscrit 60 points et capte 15 rebonds, devenant le 6e joueur de l'histoire à réaliser cette performance. Il bat également le record de la franchise des Timberwolves du Minnesota pour le plus grand nombre de points inscrits dans un match[81].
- Le 15 mars 2022, Kyrie Irving inscrit 60 points et dépasse Deron Williams pour s'emparer du record de la franchise des Nets de Brooklyn[82].
- Le 19 mars 2022, LeBron James dépasse Karl Malone et devient le 2e joueur ayant inscrit le plus de points en saison régulière[83].
- Le 31 mars 2022, Giánnis Antetokoúnmpo devient le joueur ayant inscrit le plus de points en carrière dans la franchise des Bucks de Milwaukee, dépassant Kareem Abdul-Jabbar[84].
- Le 7 avril 2022, Nikola Jokić devient le premier joueur de l'histoire à enregistrer 2 000 points, 1 000 rebonds et 500 passes décisives au cours d'une seule et même saison[85].